# Sambo la Jocurile Europene din 2015
Probele de sambo la Jocurile Europene din 2015 s-au desfășurăt pe 22 iunie la Arena „Heydar Aliyev” de la Baku în Azerbaidjan. 

## Medaliați

### Masculin
| Probă   | Aur                     | Argint                  | Bronz                       |
| 57 kg   | Aymergen Atkunov (RUS)  | Islam Gasumov (AZE)     | Uladzislau Burdz (BLR)      |
| 57 kg   | Aymergen Atkunov (RUS)  | Islam Gasumov (AZE)     | Vakhtangi Chidrașvili (GEO) |
| 74 kg   | Stsiapan Papou (BLR)    | Amil Gasimov (AZE)      | Kakha Mamulașvili (GEO)     |
| 74 kg   | Stsiapan Papou (BLR)    | Amil Gasimov (AZE)      | Azamat Sidakov (RUS)        |
| 90 kg   | Alsim Cernoskulov (RUS) | Andrei Kazusionak (BLR) | Davit Karbelașvili (GEO)    |
| 90 kg   | Alsim Cernoskulov (RUS) | Andrei Kazusionak (BLR) | Radvilas Matukas (LTU)      |
| +100 kg | Artiom Osipenko (RUS)   | Vasif Safarbaiov (AZE)  | Iurii Rîbak (BLR)           |
| +100 kg | Artiom Osipenko (RUS)   | Vasif Safarbaiov (AZE)  | Razmik Tonoyan (UKR)        |

### Feminin
| Probă  | Aur                   | Argint                 | Bronz                      |
| 52 kg  | Anna Haritonova (RUS) | Nazakat Halilova (AZE) | Magdalena Varbanova (BUL)  |
| 52 kg  | Anna Haritonova (RUS) | Nazakat Halilova (AZE) | Rūta Aksionova (LTU)       |
| 60 kg  | Iana Kostenko (RUS)   | Kalina Stefanova (BUL) | Kațiarina Prakapenka (BLR) |
| 60 kg  | Iana Kostenko (RUS)   | Kalina Stefanova (BUL) | Daniela Hondiu (ROU)       |
| 64 kg  | Tațiana Mațko (BLR)   | Olena Saiko (UKR)      | Anna Șcherbakova (RUS)     |
| 64 kg  | Tațiana Mațko (BLR)   | Olena Saiko (UKR)      | Sarah Loko (FRA)           |
| -68 kg | Ivana Jandrić (SRB)   | Volha Namazava (BLR)   | Céline Condé (FRA)         |
| -68 kg | Ivana Jandrić (SRB)   | Volha Namazava (BLR)   | Olga Zaharțova (RUS)       |

## Clasament pe medalii
| Loc   | Țară        | Aur | Argint | Bronz | Total |
| ----- | ----------- | --- | ------ | ----- | ----- |
| 1     | Rusia       | 5   | 0      | 3     | 8     |
| 2     | Belarus     | 2   | 2      | 3     | 7     |
| 3     | Serbia      | 1   | 0      | 0     | 1     |
| 4     | Azerbaidjan | 0   | 4      | 0     | 4     |
| 5     | Bulgaria    | 0   | 1      | 1     | 2     |
| 5     | Ucraina     | 0   | 1      | 1     | 2     |
| 7     | Georgia     | 0   | 0      | 3     | 3     |
| 8     | Lituania    | 0   | 0      | 2     | 2     |
| 8     | Franța      | 0   | 0      | 2     | 2     |
| 10    | România     | 0   | 0      | 1     | 1     |
| Total | Total       | 8   | 8      | 16    | 32    |

## Țări participante
Armenia (3) 

 Austria (1) 

 Azerbaidjan (8) 

 Belarus (8) 

 Bulgaria (6) 

 Spania (3) 

 Franța (4) 

 Georgia (6) 

 Grecia (1) 

 Israel (1) 

 Letonia (1) 

 Letonia (1) 

 Lituania (2) 

 Republica Moldova (4) 

 Macedonia de Nord (1) 

 Polonia (1) 

 România (6) 

 Rusia (8) 

 Serbia (1) 

 Slovenia  (1) 

 Turcia (1) 

 Ucraina (6)

## Legături externe
Materiale media legate de Sambo la Jocurile Europene din 2015 la Wikimedia Commons
- en  az  Site-ul oficial competiției Arhivat în 24 mai 2015, la Wayback Machine.